# Správní obvod obce s rozšířenou působností Pohořelice
Správní obvod obce s rozšířenou působností Pohořelice je od 1. ledna 2003 jedním ze sedmi správních obvodů rozšířené působnosti obcí v okrese Brno-venkov v Jihomoravském kraji. Čítá 13 obcí.
Město Pohořelice je zároveň obcí s pověřeným obecním úřadem, přičemž oba správní obvody jsou územně totožné.

## Seznam obcí
Poznámka: Města jsou vyznačena tučně, městyse kurzívou.
- Branišovice
- Cvrčovice
- Ivaň
- Loděnice
- Malešovice
- Odrovice
- Pasohlávky
- Pohořelice
- Přibice
- Šumice
- Troskotovice
- Vlasatice
- Vranovice

## Obyvatelstvo
| Rok  | Obyv.  | ± %     |
| ---- | ------ | ------- |
| 1869 | 13 296 | —       |
| 1880 | 15 216 | +14,4 % |
| 1890 | 15 910 | +4,6 %  |
| 1900 | 16 232 | +2 %    |
| 1910 | 16 836 | +3,7 %  |

| Rok  | Obyv.  | ± %     |
| ---- | ------ | ------- |
| 1921 | 17 223 | +2,3 %  |
| 1930 | 18 016 | +4,6 %  |
| 1950 | 12 771 | −29,1 % |
| 1961 | 13 436 | +5,2 %  |
| 1970 | 13 180 | −1,9 %  |

| Rok  | Obyv.  | ± %     |
| ---- | ------ | ------- |
| 1980 | 13 002 | −1,4 %  |
| 1991 | 12 414 | −4,5 %  |
| 2001 | 12 399 | −0,1 %  |
| 2011 | 13 167 | +6,2 %  |
| 2021 | 14 730 | +11,9 % |